# L’amour existe encore
L’amour existe encore (ang. Love Still Exists, pol. Miłość wciąż istnieje) jest piosenką z albumu Céline Dion Dion chante Plamondon. „L’amour existe encore” została wydana jako drugi singiel (tylko radiowy) z albumu w Kanadzie (14 października 1991) i trzeci singiel komercyjny we Francji (17 stycznia 1994). Dion nagrała również hiszpańskojęzyczną wersję utworu zatytułowaną „Aún Existe Amor”. Wersja ta została wydana jako promocyjny singiel w USA z jej 9 anglojęzycznego albumu A New Day Has Come (2002 rok).
W Kanadzie piosenka została wydana bez żadnego teledysku. Kiedy Sony Music Entertainment zdecydowała wydać ją jako trzeci singiel komercyjny we Francji w grudniu 1993 roku nakręcono klip, który wreżyserwał Alain Desrochers. Teledysk do „L’amour existe encore” został włączony później do kompilacji DVD Dion z 2005 roku On ne change pas.
Wersję na żywo utworu można znaleźć na dwóch live albumach Kanadyjki - À l’Olympia i Au cœur du stade. Piosenka została włączona do kompilacji największych przebojów francuskojęzycznych Dion z 2005 On ne change pas.
"L’amour existe encore” doszedł do 16 miejsca na liście najczęściej granych piosenek w stacjach radiowych w Quebec i był obecny na niej przez 20 tygodni. We Francji piosenka doszła do 31 miejsca na liście sprzedaży singli i była obecna na niej przez 23 tygodnie.
Po tym jak Ignacio Ballesteros-Diaz napisał hiszpańskojęzyczny tekst do „L’amour existe encore”, Dion nagrała jej hiszpańską wersję zatytułowaną „Aún Existe Amor”. Wersja ta, została umieszczona na albumie 9 anglojęzycznym albumie wokalistki A New Day Has Come (2002 rok) i wydana jako promocyjny singiel z krążka w USA. Dion zaśpiewała piosenkę w 2002 roku podczas rozdania nagród Billboard Latin Music Awards, gdzie otrzymała specjalną nagrodę za jej hit „My Heart Will Go On”, który jako pierwsza piosenka w języku angielskim doszła na szczyt listy Billboardu Hot Latin Tracks.

## Formaty i traclisty
1991 Kanadyjski promo CD singiel
1. „L’amour existe encore” – 3:50

1994 Francuski CD singiel
1. „L’amour existe encore” – 3:50
2. „Le monde est stone” – 3:40

2002 USA promo CD singiel
1. „Aún Existe Amor” – 3:52

## Pozycje, sprzedaż i certyfikaty
| Kraj                    | Pozycja | Certyfikat | Sprzedaż |
| ----------------------- | ------- | ---------- | -------- |
| Quebec – Airplay Chart  | 16      | -          | -        |
| Francja – Singles Chart | 31      | -          | -        |